# Оскар-Бресани
Оскар-Бресани (порт. Oscar Bressane)  —  муниципалитет в Бразилии, входит в штат Сан-Паулу. Составная часть мезорегиона Марилия. Входит в экономико-статистический  микрорегион Марилия. Население составляет 2567 человек на 2006 год. Занимает площадь 221,429 км². Плотность населения — 11,6 чел./км².

## Статистика
- Валовой внутренний продукт на 2003 составляет 33.213.431,00 реалов (данные: Бразильский институт географии и статистики).
- Валовой внутренний продукт на душу населения на 2003 составляет 12.974,00 реалов (данные: Бразильский институт географии и статистики).
- Индекс развития человеческого потенциала на 2000 составляет 0,752 (данные: Программа развития ООН).